# Không quân Đức
Bài này không nói về Không quân Cộng hòa Dân chủ Đức
Luftwaffe (phát âm tiếng Đức: [ˈlʊftvafə] ⓘ) là tên gọi lực lượng không quân của Đức qua nhiều thời kỳ, trong đó nổi bật nhất là lực lượng dưới thời Đức Quốc xã trong Chiến tranh thế giới thứ hai từ năm 1933 đến năm 1945. Không quân Đức tham chiến thời Chiến tranh thế giới thứ nhất gọi là Luftstreitkräfte. Không quân của Đông Đức (nay đã thống nhất vào CHLB Đức) mang tên Luftstreitkräfte der NVA.

## Luftwaffe trongChiến tranh thế giới thứ hai
Xem Lịch sử quân sự Đức trong Chiến tranh thế giới thứ hai
Trong giai đoạn đầu của Thế chiến II, Luftwaffe là một lực lượng quân sự hiện đại hàng đầu với nhiều kinh nghiệm chiến trường nhất, làm chủ gần như toàn thể không phận châu Âu với các máy bay tân tiến hơn đối phương. Không lực Đức là thành phần chủ yếu của các cuộc tấn công vũ bão, điển hình là kiểu đánh chớp nhoáng Blitzkrieg, với máy bay ném bom hạng trung hai động cơ Heinkel He 111 và máy bay cường kích/ném bom bổ nhào Junkers Ju 87 Stuka ném bom dồn dập làm tán loạn lực lượng đối phương trước khi bộ binh tiến sang.
Khác với Không quân Hoàng gia Anh và Không quân Hoa Kỳ, không quân Đức không sản xuất nhiều máy bay 4 động cơ, nên không có khả năng bay và oanh tạc những khu vực xa căn cứ.

### Cơ cấu tổ chức
Cơ cấu tổ chức của Luftwaffe từ cao xuống thấp như sau:
- Luftflotte: Tập đoàn Không quân (hoặc Không lực)
- Fliegerkorps: Quân đoàn Không quân
- Fliegerdivision: Sư đoàn Không quân
- Geschwader: Không đoàn
- Gruppen: Liên đoàn
- Staffeln: Phi đoàn
- Schwarm: Phi đội

### Các Tập đoàn Không quân

#### 1939
- Luftflotte 1 (Bắc Đức)
- Luftflotte 2 (Tây Bắc Đức)
- Luftflotte 3 (Tây Nam Đức)
- Luftflotte 4 (Nam Đức và Áo)

#### 1940
- Luftflotte 1 (Ba Lan)
- Luftflotte 2 (Hà Lan và Bỉ)
- Luftflotte 3 (Pháp)
- Luftflotte 4 (Áo và Séc)
- Luftflotte 5 (Na Uy và Đan Mạch)

#### 1942
- Luftflotte 1 (Bắc Nga)
- Luftflotte 2 (Bắc Phi, Nam Ý và Hy Lạp)
- Luftflotte 3 (Pháp, Hà Lan và Bỉ)
- Luftflotte 4 (Biển Đen, Ukraina, Kavkaz)
- Luftflotte 5 (Na Uy và Phần Lan)
- Luftflotte 6 (Trung Nga và Belarus)

#### 1944
- Luftflotte 1 (Baltic)
- Luftflotte 2 (Bắc Ý)
- Luftflotte 3 (Pháp, Bỉ và Hà Lan)
- Luftflotte 4 (Hungary, Nam Tư, Bulgaria và Rumani)
- Luftflotte 5 (Na Uy và Phần Lan)
- Luftflotte 6 (Trung Nga và Belarus)
- Luftflotte Reich Deutschland (Đức)
- Luftflotte 10 (Ergänzungs- und Ausbildungseinheiten) (Berlin)

#### 1945
- Luftflotte 1 (Litva)
- Luftflotte 2 (Bắc Ý)
- Luftflotte 3 (Tây Đức và Hà Lan)
- Luftflotte 4 (Hungary và Nam Tư)
- Luftflotte 5 (Na Uy và Phần Lan)
- Luftflotte 6 (Đông Đức)
- Luftflotte Reich (Trung Đức)
- Luftflotte 10 (Berlin)

## Lực lượng máy bay hiện nay
| Máy bay | Sản xuất    | Chủng loại | Phiên bản | Số lượng | Ghi chú |
| ------- | ----------- | ---------- | --------- | -------- | ------- |
|         | Hoa Kỳ      |            |           |          |         |
|         | Đức         |            |           |          |         |
|         | Đức         |            |           |          |         |
|         |             |            |           |          |         |
|         | Canada      |            |           |          |         |
|         | Đức         |            |           |          |         |
|         | Pháp        |            |           |          | 2       |
|         | Đức         |            |           |          |         |
|         | Tây Ban Nha |            |           |          |         |
| Pháp    |             |            |           |          |         |
|         |             |            |           |          |         |
|         | Hoa Kỳ Đức  |            |           |          | .       |
|         | Israel      |            |           |          |         |
|         |             |            |           |          |         |